# Aira (miasto)
Aira (jap. 姶良市 Aira-shi) – miasto w Japonii, w prefekturze Kagoshima, na wyspie Kiusiu.

## Historia
1 stycznia 1955 roku, w wyniku połączenia miejscowości Chōsa, wioski Shigetomi i części wsi Yamada, powstała miejscowość Aira. Miasto Aira powstało 23 marca 2010 roku w wyniku połączenia miasteczek Aira, Kajiki i Kamō.
Plan połączenia trzech miast został dwukrotnie odrzucony. Raz w 2005 roku i ponownie w 2008 roku. Miało na to wpływ zadłużenie w finansach publicznych i liczba miejsc w radzie miasta. Wreszcie, w 2009 roku przedstawiciele miast osiągnęli kompromis, a plan połączenia został zaakceptowany.

## Populacja
Zmiany w populacji Airy w latach 1950–2015: